# Conestoga (carro)

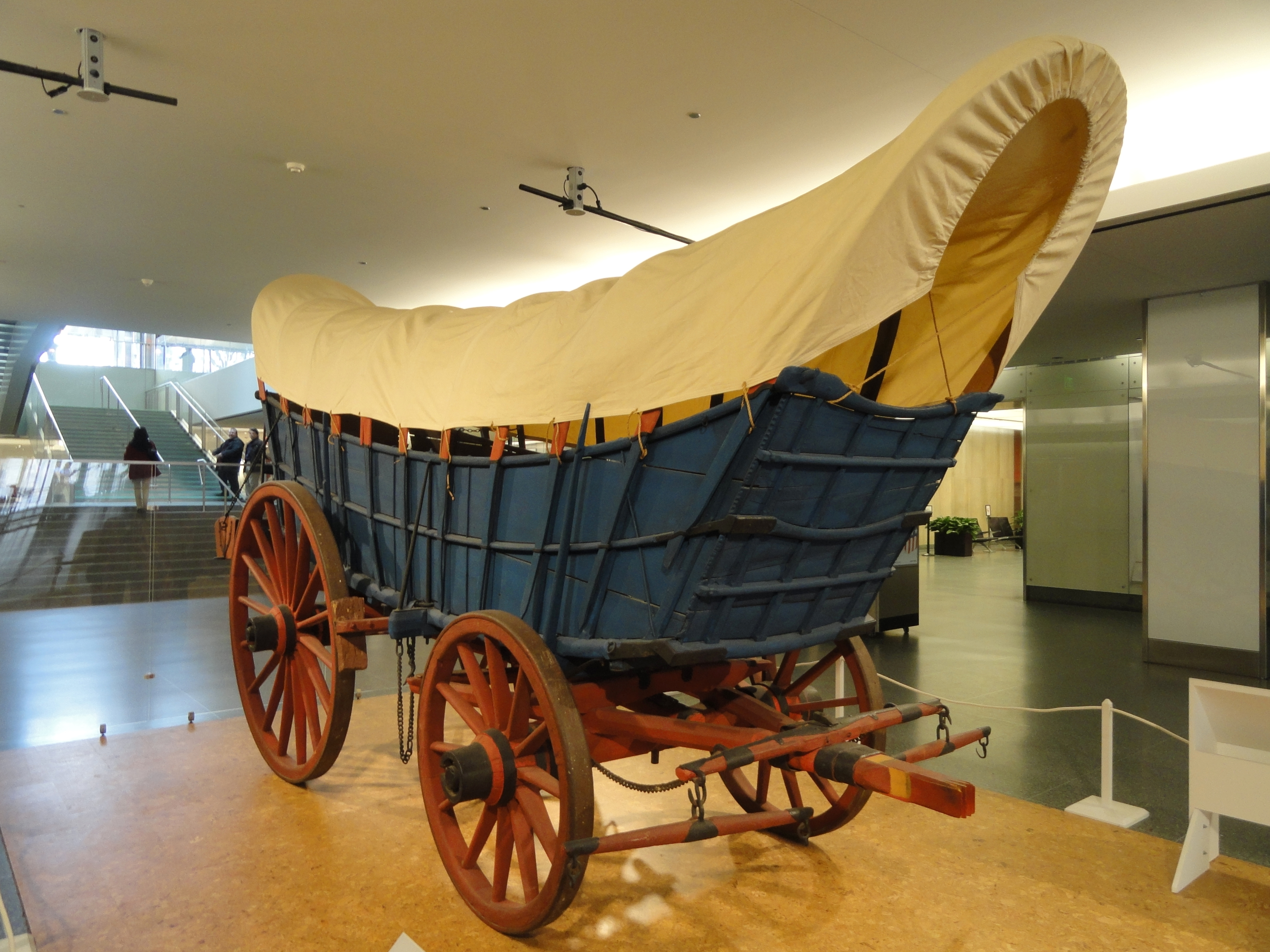
Un carro Conestoga

Il Conestoga è una vettura a trazione animale, che, insieme al modello Prairie Schooner rappresenta un'icona dell'espansione verso l'ovest degli Stati Uniti d'America durante la fine del XVIII secolo e per tutto il XIX secolo. Prende il nome dalla Conestoga Valley, in Pennsylvania.
Una versione più piccola, molto simile, che prese il nome di Prairie Schooner venne adoperata principalmente dai coloni che intraprendevano il viaggio lungo le vie settentrionali del paese.

## Storia
Il primo Conestoga comparve attorno al 1725 in Pennsylvania forse introdotto in America dai discendenti dei coloni mennoniti tedeschi residenti in quell'area. 
Dopo la guerra di Indipendenza Americana questo genere di carro fu utilizzato per alimentare il commercio tra Pittsburgh e l'Ohio.
Nel 1820 la tariffa per il trasporto per conto di terzi era di un dollaro per 100 libbre (pounds) per 100 miglia (1 dollaro x 46 kg x 161 km).
I Conestoga rimasero il principale mezzo di trasporto terrestre lungo catena dei Monti Appalachi fino all'avvento della ferrovia.
Questo carro giocò un ruolo fondamentale per i coloni e i commercianti che avanzavano lungo le rotte meridionali degli Stati Uniti come il Santa Fe Trail, il Southwest Trail o il Gila Trail, i quali lo adottarono per la sua resistenza e le sue dimensioni; i colonizzatori si accorsero che era preferibile adoperare per la trazione buoi o muli poiché le immense distanze e la scarsità di acqua lungo la pista limitavano l’uso dei cavalli.
Il mezzo si rivelò però troppo grande per i coloni che seguivano le rotte a Nord, molto più difficili rispetto a quelle meridionali, per cui si rese necessario svilupparne una versione più piccola, il già citato Prairie Schooner, più adatto a queste vie.

## Caratteristiche
Con le sue forme curve e aggraziate poteva essere riconosciuto anche da lontano; era largo e robusto da poter trasportare un carico fino a 7 tonnellate, ed aveva il fondo simile a quello delle barche, con i bordi ad angolo e il pavimento incurvato nel mezzo, in modo che i barili trasportati non potessero rotolare fuori quando il carro stava salendo o scendendo lungo una china.
Le grandi ruote erano in legno duro e dotate di uno spesso cerchione di ferro. Quelle posteriori con la loro grandezza affrontavano meglio il fango, mentre le anteriori, di diametro leggermente inferiore, riducevano il raggio di sterzata.
Nei guadi le ruote potevano essere rimosse e il carro usato come una chiatta galleggiante trainata da riva tanto che era soprannominato «la nave del commercio interno».
Avevano una copertura di tela resistente all’acqua per proteggere il carico.
La velocità media dei convogli era di circa 25 km al giorno.
Il traino poteva essere assicurato da 2 o 4 cavalli da lavoro, da 4 o 6 cavalli "da carrozza", da 8 o 10 buoi o da una dozzina di muli ed il mezzo, concepito per viaggiare lungo i prati, i sentieri e su un terreno montuoso di difficoltà media, manifestò un assetto ottimo per le praterie e gli altipiani del sud degli Stati Uniti.